# István Somodi
István Somodi (hongarès: Somodi István)  (Cluj-Napoca, 22 d'agost de 1885 - Cluj-Napoca, 8 de juny de 1963) va ser un atleta hongarès que va competir a principis del segle xx.
El 1906 va prendre part en els Jocs Intercalats d'Atenes, on disputà tres proves del programa d'atletisme: el salt de llargada, el salt de llargada aturat i el salt d'alçada. La millor classificació fou al salt de llargada aturat on fou sisè.
Dos anys més tard, als Jocs de Londres, guanyà la medalla de plata en la competició del salt d'alçada, amb un millor salt de 1m 88 cm. La medalla fou compartida amb el francès Géo André i el britànic Con Leahy.